# Wolfram von den Steinen
Wolfram von den Steinen (23. listopadu 1892, Colonie Alsen – 20. listopadu 1967, Basilej) byl německo-švýcarský historik.

## Životopis
Byl synem lékaře a cestovatele Karla von den Steinen a studoval klasickou filologii, historii a historii umění na univerzitách v Lausanne, Heidelbergu, Lipsku, Berlíně a Marburgu. Promoval v roce 1921 u Friedricha Wolterse v Marburgu. V roce 1928 habilitoval na Univerzitě v Basileji, kde se v roce 1938 stal mimořádným profesorem středověkých historických pramenů a všeobecných dějin středověku. Patřil k okruhu kolem Stefana George, i když se s ním osobně neznal. Jako historik vytvořil portréty řady středověkých osobností.

## Dílo
- Das Kaisertum Friedrichs des Zweiten, nach den Anschauungen seiner Staatsbriefe (1922)
- Kaiser Heinrich der Zweite, der Heilige (1924)
- Karl der Große, (1928)
- Otto der Große, (1928)
- Vom Heiligen Geist des Mittelalters: Anselm von Canterbury, Bernhard von Clairvaux, (1926)
- Franziskus und Dominikus (1926)
- Dante (1926)
- Theoderich und Chlodwig (1933)
- Glück und Unglück in der Weltgeschichte (1943)
- Tausendjährige Hymnen (1944)
- Notker, der Dichter und seine geistige Welt (1948)
- Das Zeitalter Goethes (1949)
- Das Vergebliche in der Weltgeschichte (1953)
- Kitsch und Wahrheit in der Geschichte (1953)
- Canossa: Heinrich IV. und die Kirche (1957)

## Ocenění
- 1954: Bodensee-Literaturpreis města Überlingen